# ジェーン・サビル
ジェーン・サビル（Jane Saville、1974年11月5日 - ）は、オーストラリアの女子陸上競技選手。2004年アテネオリンピックの銅メダリストである。ニューサウスウェールズ州シドニー出身。夫はプロサイクリングロードレーサーマシュー・ホワイト

## 経歴
サビルは、子供のころから水泳、ライフセービングそして競歩を行ってきた。1990年にブルガリアのプロヴディフで行われた世界ジュニア選手権の5000m競歩で13位となるが、2年後の大会を目指し練習に励み、1992年の同大会では2位と、国際大会で初めての表彰台となった。
サビルは、1996年アトランタオリンピックでは10km競歩に出場し、45分56秒で26位と目立たない成績であった。1998年のマレーシアのクアラルンプールで開催されたコモンウェルスゲームズの10km競歩では、43分57秒で優勝し、大きな国際大会で初めての金メダルを獲得。2年後の2000年、サビルの地元で行われたシドニーオリンピックでも20km競歩に出場。トップをキープし金メダル目前であったが、ゴール直前、スタジアムの外からトラックに向かうトンネルの中で3度目の歩形違反を言い渡され失格となり、サビルは泣き崩れた。後に、「銃で撃たれた感じ」と感想を述べている。
2001年のエドモントンで開催された世界選手権でも、前年に続いて失格に終わったが、翌年の2002年のマンチェスターで行われたコモンウェルスゲームズでは、20km競歩で前回大会に続いて2連覇を果たした。
2004年、3大会連続のオリンピックとなったアテネオリンピックでは、20km競歩で、1時間29分25秒で3位となり、銅メダルを獲得。2000年の悔しい結果を少しだけ挽回することができた。
2006年、メルボルンで行われたコモンウェルスゲームズでは、オーストラリア選手団の旗手を務める。競技でも、出場した20km競歩で3連覇を達成。なお、妹のナタリー・サビルが2位に入り、姉妹で金銀を独占している。2007年には、大阪で行われた世界選手権に出場したが失格に終わっている。
2008年には4大会連続となる北京オリンピックに出場。しかし、トップから5分近く遅れる1時間31分17秒で20位に終わっている。

## 自己ベスト
- 10km競歩 - 42分15秒 (1999年)
- 20km競歩 - 1時間27分44秒 (2004年)

## 主な実績
| 年   | 大会                   | 場所                         | 種目       | 結果      | 記録          |
| ---- | ---------------------- | ---------------------------- | ---------- | --------- | ------------- |
| 1992 | 世界ジュニア陸上選手権 | ソウル(韓国)                 | 5000m競歩  | 2位       | 21分58秒64    |
| 1994 | コモンウェルスゲームズ | ビクトリア(カナダ)           | 10km競歩   | 8位       | 47分14秒      |
| 1996 | オリンピック           | アトランタ(アメリカ合衆国)   | 10km競歩   | 26位      | 45分56秒      |
| 1997 | 世界陸上選手権         | アテネ(ギリシャ)             | 10000m競歩 | 13位（h） | 46分12秒76    |
| 1998 | コモンウェルスゲームズ | クアラルンプール(マレーシア) | 10km競歩   | 1位       | 43分57秒      |
| 1999 | 世界陸上選手権         | セビリヤ(スペイン)           | 20km競歩   | 7位       | 1時間32分13秒 |
| 2000 | オリンピック           | シドニー(オーストラリア)     | 20km競歩   | -         | DQ            |
| 2001 | 世界陸上選手権         | エドモントン(カナダ)         | 20km競歩   | -         | DQ            |
| 2002 | コモンウェルスゲームズ | マンチェスター(イギリス)     | 20km競歩   | 1位       | 1時間36分34秒 |
| 2003 | 世界陸上選手権         | パリ(フランス)               | 20km競歩   | 11位      | 1時間30分51秒 |
| 2004 | オリンピック           | アテネ(ギリシャ)             | 20km競歩   | 3位       | 1時間29分25秒 |
| 2005 | 世界陸上選手権         | ヘルシンキ(フィンランド)     | 20km競歩   | 20位      | 1時間33分44秒 |
| 2006 | コモンウェルスゲームズ | メルボルン(オーストラリア)   | 20km競歩   | 1位       | 1時間32分46秒 |
| 2007 | 世界陸上選手権         | 大阪(日本)                   | 20km競歩   | -         | DQ            |
| 2008 | オリンピック           | 北京(中華人民共和国)         | 20km競歩   | 20位      | 1時間31分17秒 |